# Senner Hellweg
Der Senner Hellweg ist eine Straße in Bielefeld, die vom Ortsteil Buschkamp im Stadtbezirk Senne bis zur Stadtgrenze nach Oerlinghausen führt. Der Straßenzug geht von dort als Hellweg mit Unterbrechungen weiter bis Stukenbrock-Senne. Historisch handelt es sich um eine mittelalterliche Verbindung zwischen Bielefeld und Paderborn. Der Handelsweg führte am Südostrand des Teutoburger Waldes entlang über rund 30 Kilometer durch die damals nahezu menschenleere Senne. Die Bezeichnung Hellweg wird unter anderem als „lichter, breiter Weg“ gedeutet. Es gibt ein Pendant nördlich des Teutoburger Waldes, den Lipper Hellweg. Der Senner Hellweg ist ein Abschnitt des Westfälischen Hellwegs, des bekanntesten Hellwegs in Nordrhein-Westfalen.
Der Senner Hellweg ist heute eine teilweise besiedelte Wohnstraße; längere Abschnitte führen jedoch durch Wald und Feld und sind nicht durchgehend ausgebaut. Er überquert in Sennestadt die Bundesautobahn 2 mit einer Fußgängerbrücke und führt bei Augustdorf durch den Truppenübungsplatz Senne. 

## Geschichte des historischen Handelsweges

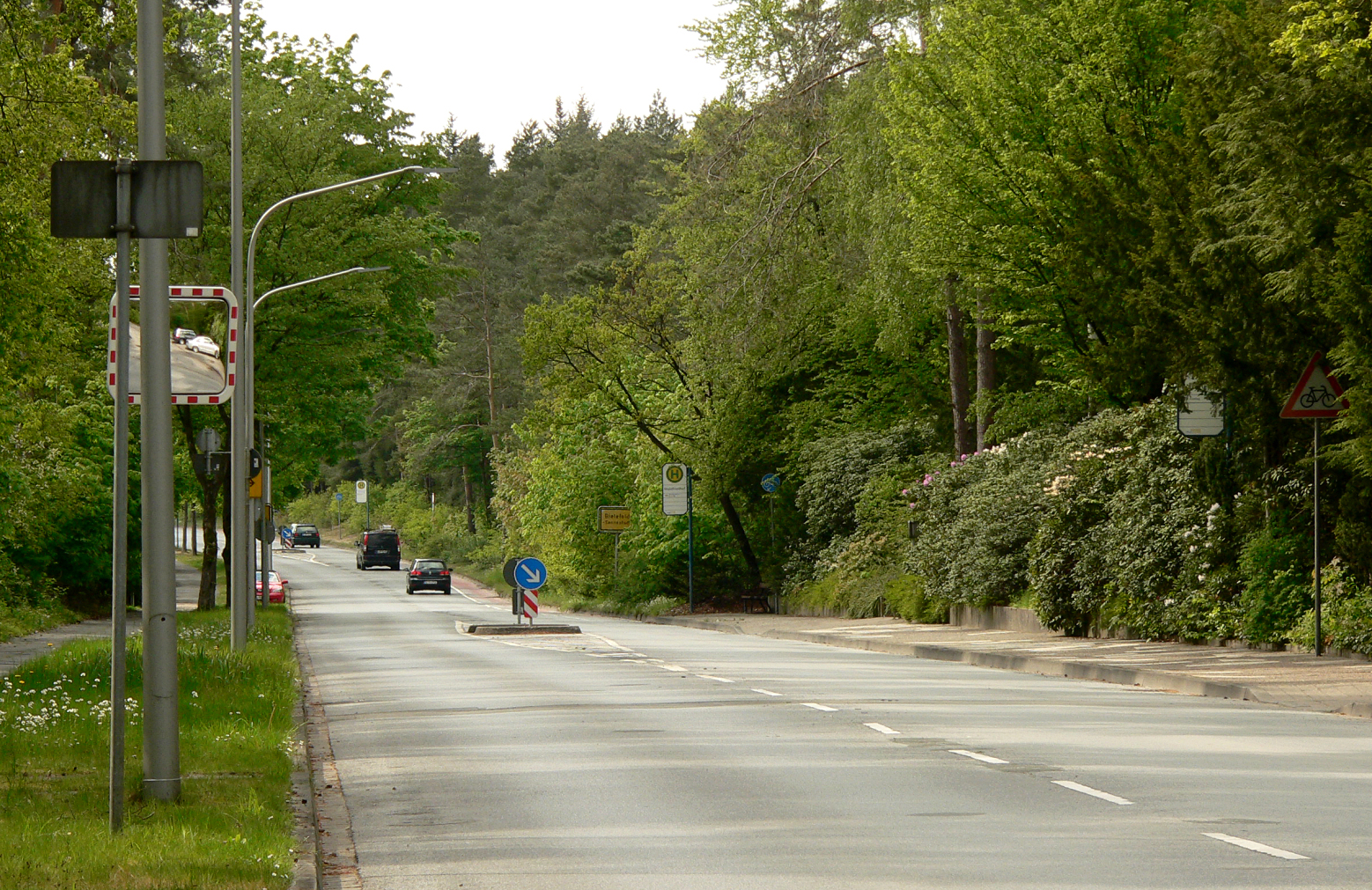
Senner Hellweg am Ortseingang von Sennestadt

Im Mittelalter waren die lippischen Grafen bestrebt, ihre Landesgrenzen genauer festzulegen und mit Grenzsteinen zu kennzeichnen. Sie beabsichtigten an den Grenzübergängen der Handelsstraßen in das Land Lippe Zollstationen zu errichten, denn jeder Kaufmannswagen brachte ihnen Steuergeld ein. Im Jahr 1416 schlossen die Grafen Bernhard und Simon zur Lippe mit den Grafen Nikolaus und Otto von Tecklenburg einen Vertrag, nach dem die lippischen Grafen Zoll an der Grenze bei Oerlinghausen erheben durften. Die Zollstation mit Schranke befand sich am befestigten Ufer der Dalbke im heutigen Oerlinghauser Stadtteil Lipperreihe und wurde Ravensberger Zollbrett genannt. Im Laufe der Zeit entstanden an den Zollstellen sogenannte Krüge, die Übernachtung und Verpflegung für die Reisenden anboten. Die Händler auf dem Hellweg waren überwiegend mit zweirädrigen Fuhrkarren unterwegs und zählten mehrheitlich zu den Gästen der Krüge. Zu den bekanntesten Krügen am Senner Hellweg gehörte der Finkenkrug und der Kreuzkrug in Oesterholz, der Poppenkrug in Haustenbeck, der Dörenkrug in Augustdorf und der Bartholdskrug in Lipperreihe. Am Bartholdskrug nahe der lippischen Grenze war die Zollstation, an der durch strenge Zollkontrollen der Warenverkehr zeitweilig zum Erliegen kam. Der Besitzer Cord Barthold Grote hatte dort 1713 ein ansehnliches Haus gebaut und bekam 1721 das Krugrecht.
Nach dem Sturz Napoleons I. im Jahr 1815 errichteten die einzelnen deutschen Staaten Zollgrenzen, so dass alle von Lippe nach Preußen ausgeführten Waren verzollt werden mussten. Es setzte ein lebhafter Schmuggel an der Grenze ein, durch den die einsamen Krüge in der Senne in schlechten Ruf gerieten, darunter besonders der Bartholdskrug. Außer den Erzeugnissen aus Lippe, wie vorzugsweise Leinen, wurden sogenannte Kolonialwaren geschmuggelt, die von Bremen über den lippischen Weserhafen Erder ins Land kamen. Diese wurden beim Bartholdskrug ausgeladen, versteckt und des Nachts heimlich über die preußische Grenze gebracht. 1842 trat Lippe schließlich dem Deutschen Zollverein bei und damit hörte die Schmuggelei auf.

## Sonstiges
Am heutigen Senner Hellweg in der Nähe des Frieda-Nadig-Seniorenzentrums befinden sich die Mordsteine.
2017 wurde am Senner Hellweg bei Haus Neuland das Römerlager Bielefeld-Sennestadt aus der Zeit um Christi Geburt entdeckt.